# Трипаносомозы
Трипаносомо́зы — болезни позвоночных и человека, вызываемые паразитическими простейшими — трипаносомами. В частности, к числу трипаносомозов относятся такие заболевания человека, как сонная болезнь и болезнь Шагаса; в начале XXI века первая из них (распространённая в странах Тропической Африки) уносила в год около 50 тыс. человеческих жизней, а вторая (районы распространения которой охватывают значительную часть Латинской Америки) — около 13 тыс. жизней.
В большинстве случаев трипаносомозы представляют собой трансмиссивные зооантропонозы и зоонозы; в качестве переносчиков выступают кровососущие двукрылые (мухи цеце, жигалки, слепни из рода Tabanus), а также триатомовые клопы из семейства хищнецов. Случная болезнь лошадиных не является трансмиссивным заболеванием и передаётся от одного животного другому в момент случки через слизистые оболочки половых путей.

## Важнейшие трипаносомозы
Ниже приводится список важнейших трипаносомозов млекопитающих с указанием подверженных ему видов, конкретного возбудителя, вызывающего данное заболевание, основных симптомов и важнейших переносчиков:
- Сонная болезнь (хронический вариант): человек, обезьяны. Возбудитель — Trypanosoma brucei gambiense[англ.]. Набухание шейных лимфатических узлов, лихорадка, отёки дистальных частей конечностей и вокруг глаз, менингоэнцефалит, сонливость. Переносчик — мухи рода Glossina (в основном из группы Glossina fuscipes[4]).

- Сонная болезнь (острый вариант): человек. Возбудитель — Trypanosoma brucei rhodesiense[англ.] (он паразитирует также в крови некоторых антилоп, у которых не вызывает видимых симптомов заболевания и которые служат естественным резервуаром заболевания[7]). Набухание шейных лимфатических узлов, лихорадка, отёки дистальных частей конечностей и вокруг глаз, менингоэнцефалит, сонливость. Переносчик — мухи рода Glossina (в основном из группы Glossina morsitans[4]).

- Нагана[англ.]: лошадиные, парнокопытные, грызуны, хищные. Возбудитель — Trypanosoma brucei brucei[англ.], а также Trypanosoma vivax[англ.] и Trypanosoma congolense[англ.]. лихорадка, менингоэнцефалит, анемия, параличи. Переносчик — мухи рода Glossina.

- Болезнь Шагаса: человек, домашние животные. Возбудитель — Trypanosoma cruzi. Лихорадка, отёки века, менингоэнцефалит, поражения желудочно-кишечного тракта, миокарда, печени, центральной нервной системы[8]. Переносчик — триатомовые клопы из семейства хищнецов, прежде всего Triatoma infestans[англ.] и Rhodnius prolixus[9][10].

- Сурра: лошадиные, парнокопытные, хищные. Возбудитель — Trypanosoma evansi[англ.]. Лихорадка, отёки, анемия, сонливость. Переносчик — слепни из рода Tabanus и мухи-жигалки[англ.] из рода Stomoxys.

- Случная болезнь: лошадиные. Возбудитель — Trypanosoma equiperdum[англ.]. Отёки половых органов, параличи.